# Portrait de Charlotte David
Le portrait de Charlotte David est un tableau peint par Jacques-Louis David en 1813. Il représente l'épouse du peintre, Marguerite-Charlotte David, née Pecoul (1765-1826). Il est acquis en 1954 par la National Gallery of Art de Washington. 
À l'origine, le tableau était destiné à faire partie d'une série de portraits de la famille David, réalisés par l'artiste et son assistant Georges Rouget, qui devait comprendre outre ce portrait, celui de ses deux filles Émilie et Pauline David, de ses deux gendres les généraux Claude-Marie Meunier et Jean-Baptiste Jeanin. Georges Rouget quant à lui, faisait les portraits d'Eugène David, et de Jacques-Louis David. Seuls deux portraits furent achevés : celui de Charlotte et celui du peintre par Rouget.